# 谷口山古墳

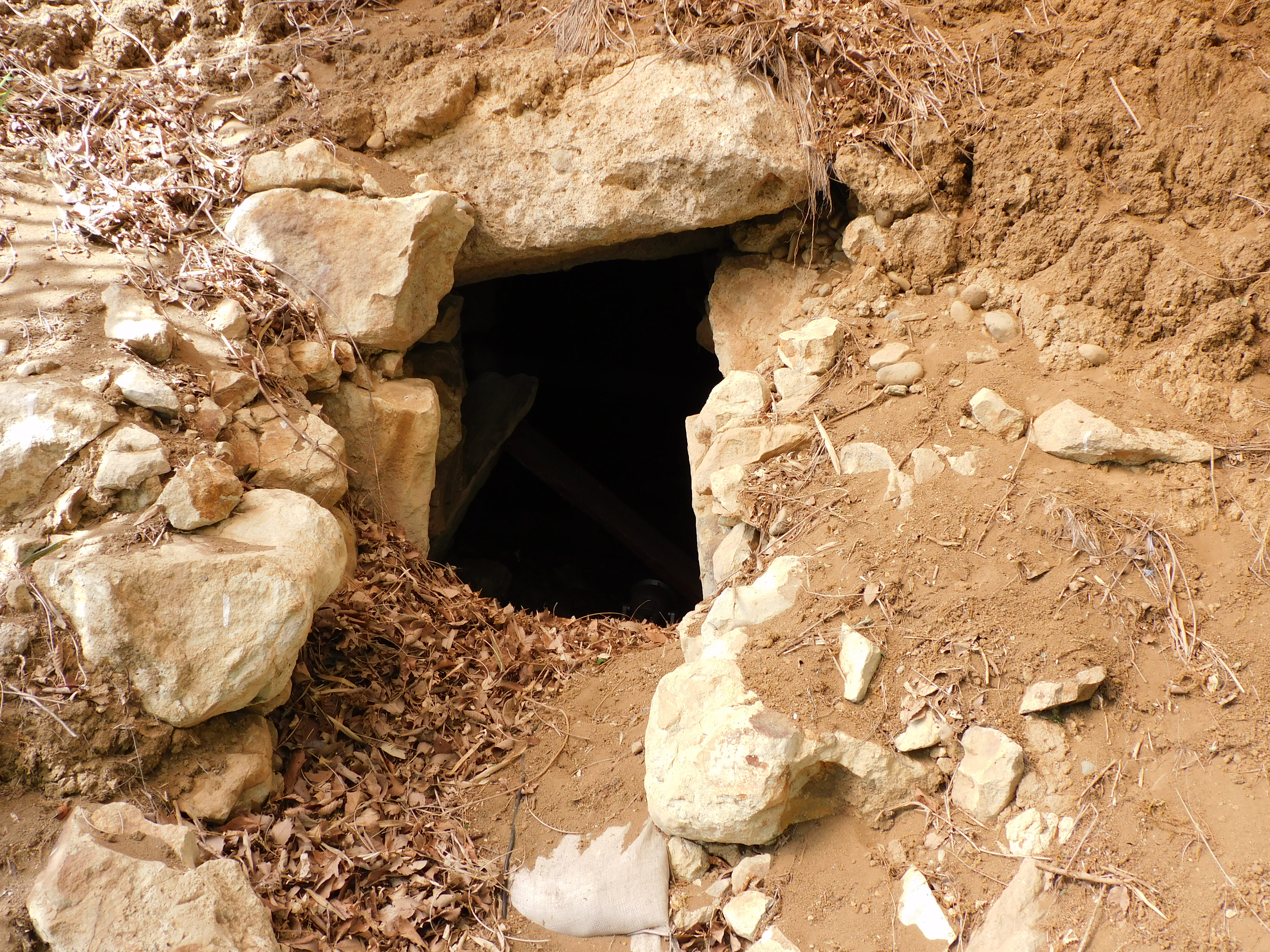
石室の開口部

谷口山古墳（やぐちやまこふん）は、栃木県宇都宮市長岡町に存在する円墳である。

## 概要
谷口山古墳は、直径約29メートル、高さ3.6メートルの円墳と推定されている。幅約0.5 - 1.1メートル、深さ約0.6メートルの周溝が確認されている。駐車場の建設工事中に発見されたという経緯があるため、墳丘はかなり削平されている。
横穴式石室を伴っており、発見当時は未開口であったことから出土した遺骨や副葬品は埋葬当時の形態を保持していたと考えられており、これをうかがい知る貴重な古墳とされる。2021年（令和3年）現在は、石室が開口した状態で公開されている。
主な出土品は以下のとおり。
- 人骨3体分
- 直刀3口
- 鉄鏃3本
- 耳環3個
- ガラス小玉147個
- 馬具轡片1個

これらの出土品から、築造年代は古墳時代後期の6世紀後半と考えられている。

## 発見と発掘の経緯
1991年（平成3年）2月下旬、インマヌエル宇都宮キリスト教会の駐車場の整備工事中に発見された。古墳発見の報を受けた宇都宮市教育委員会文化課は墳丘・石室の調査を決定、2月25日の墳丘測量を皮切りに調査を開始した。4月12日から5月15日の調査中断をはさみ、6月1日には現地説明会を開催、7月8日に調査を終了した。
駐車場となる予定であったが、地権者の理解・協力を得て保存することになった。発見した地権者は「りっぱさに感動しました」と『広報うつのみや』に寄稿している。専門家による出土品の鑑定を経て、同年11月27日に宇都宮市指定文化財（史跡）に指定された。横穴式石室が未盗掘かつ良好で、遺物の残存状況も良かったことから指定に至った。

## 周辺環境
谷口山古墳は宇都宮市北部の宇都宮丘陵の南部、戸祭山の北側の田川西岸に立地する。周辺には当墳をはじめ、戸祭大塚古墳や北山古墳群、瓦塚古墳群、長岡百穴古墳などの古代古墳群、また奈良時代の遺跡である水道山瓦窯跡などの古代遺跡が数多く認められており、豊郷まほろばの道が整備されている。

## アクセス
路線バス
- JR宇都宮駅西口から
  - 関東バス　帝京大学・宇都宮美術館行き、ニュー富士見行きに乗車約15分、「緑ケ丘入口」下車徒歩5分、または玉生行き、宇都宮グリーンタウン行きに乗車約15分「豊郷中央小前」下車徒歩約15分。

車
- 国道119号（宮環）長岡町交差点を北進約5分、もしくは田原街道の関堀町北交差点を西進約1分の長岡街道沿い。